# Joan Brotat
Joan Brotat Vilanova (Barcelona, 21 de marzo de 1920 – 1990) fue un pintor español inscrito dentro de la nueva figuración catalana. Su obra se caracterizó por un lenguaje pictórico singular, influenciado por la pintura románica y el primitivismo, lo que lo mantuvo al margen de los grupos artísticos predominantes en Cataluña. Su trayectoria artística evolucionó desde una figuración ingenuista hasta una fase de gran riqueza textural y expresionista, para luego retornar a un estilo figurativo más depurado.

## Biografía
Joan Brotat nació en un barrio menestral de Barcelona, en una familia de zapateros artesanos. Aunque inicialmente fue orientado por su familia a la música, inscribiéndose en el Orfeón Catalán, su vocación artística lo llevó a la pintura. Tras la guerra civil española, su familia atravesó dificultades económicas, lo que llevó a sus hermanos a establecer un comercio de marcos. Joan trabajó en este negocio familiar mientras continuaba con su formación artística, consolidando su vocación de manera autodidacta en sus inicios.
Comenzó su formación artística en el Ateneo Obrero de Barcelona y en la Academia Martínez, continuando en la Escuela de Artes y Oficios y en el Fomento de las Artes Decorativas. Posteriormente se especializó en técnicas de grabado en el Conservatorio de Artes del Libro, lo que le permitió desarrollar un enfoque técnico sólido en su obra gráfica. En 1944 participó en su primera exposición colectiva en el IV Salón de la Juventud en la Sala-Librería Dalmau.
Su carrera recibió un impulso decisivo cuando el crítico José María de Sucre descubrió su obra y lo presentó a Ángel Marsá, responsable de las Galerías El Jardín. Gracias a esta conexión, Brotat realizó su primera exposición individual en 1950, dentro del III Ciclo Experimental de Arte Nuevo, lo que le permitió darse a conocer en el ámbito artístico catalán.  En los años siguientes, José María Sucre promovió su trabajo facilitandole acceso al Salón de los Once, apadrinado por Eugenio d’Ors.

## Obra y estilo
La pintura de Joan Brotat se define por una evolución marcada, según críticos como Carlos Antonio Areány José Corredor Matheos, en la que convivieron distintas influencias y exploraciones estilísticas. Durante sus primeras creaciones en los años cuarenta, su trabajo osciló entre diversas tendencias contemporáneas, hasta que en 1949 adoptó un lenguaje pictórico inspirado en la pintura románica catalana. A partir de ese momento, su obra se caracterizó por figuras alargadas, solemnes, aplicación del color en grandes manchas planas y ausencia de perspectiva, dotándola de un aire primitivo que la crítica asoció con el arte popular y el primitivismo de Henri Rousseau.
A medida que avanzaba su carrera, en la década de 1960, Brotat comenzó a experimentar con un lenguaje más matérico e informalista con textura y materiales diversos. Durante estos años, su obra se vinculó con la corriente vanguardista del grupo Dau al Set, lo llevó a integrar elementos de mayor gestualidad y dinamismo en su pintura. Esta etapa marcó una ruptura con su fase inicial, donde la pintura se volvía más gestual y expresionista, con una carga emocional más evidente.
Sin embargo, el retorno a la figuración no tardó en producirse. En los años mil novecientos setenta, su pintura adquirió un carácter más depurado, en el que la melancolía y la introspección se manifestaban en los grandes rostros de sus personajes, marcados por una paleta de colores aplicada en manchas planas. La serenidad de sus composiciones contrastaba con la expresividad de sus figuras, que parecían habitar un espacio atemporal, sin referencias concretas. En esta fase, su pintura alcanzó una madurez que consolidó su identidad artística, alejándose de las modas y tendencias del momento.
Además de la pintura, Joan Brotat exploró otros medios, como la cerámica, disciplina en la que encontró un canal de expresión complementario a su obra pictórica. En Manises y Almácera, trabajó con Salvador Faus, creando esculturas cerámicas que conservaban la esencia de su universo pictórico, con formas orgánicas y decoraciones vibrantes.
A lo largo de su trayectoria, Brotat mantuvo una postura independiente, sin adscribirse plenamente a ningún movimiento, lo que le permitió desarrollar un lenguaje propio, reconocible y de gran coherencia. Su obra, aunque influida por el pasado, siempre estuvo en diálogo con su tiempo, buscando un equilibrio entre la tradición y la modernidad.

## Exposiciones y reconocimientos
Joan Brotat realizó su primera exposición individual en 1950 en la galería El Jardín de Barcelona. A lo largo de su trayectoria, presentó más de 100 exposiciones en diversos países. En 1991, un año después de su fallecimiento, la Caja de Ahorros de Madrid organizó una gran exposición homenaje en Barcelona, en la que se exhibieron sus óleos, dibujos, grabados y cerámicas.
Entre sus premios y reconocimientos destacan:
- IV Gran Premio de los Países Mediterráneos (Alejandría, 1961)
- Premio Ciudad de Tarrasa (1963)
- Primer premio del Salón de Pintura Contemporánea de Castellón (1964)
- Premio Extraordinario de Segorbe (1964)
- Medalla Juan de Juanes de Valencia (1970)

## Museos y colecciones
La obra de Joan Brotat se encuentra en importantes colecciones y museos, entre ellos:
- Museo de Arte Contemporáneo de Barcelona
- Museo de Arte Moderno de Madrid
- Museo de Bellas Artes de Bilbao
- Museo de Arte Moderno de Alejandría
- Museo de Dibujo Julio Gavin, en el Castillo de Larres (Huesca)
- Museo Municipal de Pintura de Valls, (Tarragona)
- Museo de Arte Moderno Reina Sofía